# Cedar Grove, Indiana
Cedar Grove är en ort i Franklin i delstaten Indiana, USA.